# Hey! Mahiru no Shinkirō
Singles de T&C Bomber
Don't Stop Renaichū
(2000)
 Hey! Mahiru no Shinkirō  (HEY! 真昼の蜃気楼, ou ... Shinkirou) est un single du groupe de J-pop T&C Bomber, anciennement Taiyō to Ciscomoon, son 8e en tout.

## Présentation
Le single, écrit et produit par Tsunku, sort le 19 juillet 2000 au Japon sous le label zetima, trois mois après le précédent single du groupe, Don't Stop Renaichū. Il atteint la 31e place du classement de l'Oricon, et reste classé pendant trois semaines.   
C'est le deuxième disque du groupe à sortir sous son nouveau nom T&C Bomber ; il restera son dernier single, le groupe se séparant en fin d'année.
Les deux chansons du single figureront sur le second album du groupe, 2nd Stage qui sort en septembre suivant. La chanson-titre figurera aussi sur la compilation Taiyō to Ciscomoon / T&C Bomber Mega Best de fin 2008. Son clip vidéo figurera, avec ceux des autres singles, sur la vidéo intitulée All Taiyō to Ciscomoon / T&C Bomber qui sortira en fin d'année, puis sur le DVD du Mega Best.

## Liste des titres
1. Hey! Mahiru no Shinkirō  (HEY! 真昼の蜃気楼?)
2. Kawaii Hito (かわいい?)
3. Hey! Mahiru no Shinkirō (Instrumental) (HEY! 真昼の蜃気楼...?)